# Station Samostrzel
Station Samostrzel is een spoorwegstation in de Poolse plaats Samostrzel.